# Бели анђео
Бели анђео је део композиције Мироносице на Христовом гробу из цркве Вазнесења Христовог манастира Милешеве и спада у најпознатије фреске Србије али се убраја и у велике домете европског сликарства. Сматра се једним од најлепших радова српске и европске уметности средњег века. 
На слици је приказан сам Анђео Господњи, обучен у бео хитон који седи на камену и мироносицама руком показује место Христовог васкрснућа, односно његов празан гроб. Рађен је слободним, широким потезима и одликује се монументалношћу и високом пластиком у моделирању.
Фреска се налази на јужном зиду западног травеја и настала у 13. веку као рад непознатих аутора Грка, школованих у Цариграду, Никеји и Солуну. У 16. веку је преко ње насликана друга фреска па је Бели анђео био сакривен све до 20. века када је ова црква рестаурирана и горња слика уклоњена. 
Слика је била другог у историји али првог јавног преноса преко Telstar сателита, 23. јула 1962. године.